# Ayhan Akman
Ayhan Akman (* 23. Februar 1977 in İnegöl, Bursa) ist ein ehemaliger türkischer Fußballspieler und -trainer.

## Vereinskarriere
Ayhan Akman begann seine professionelle Karriere in der Saison 1993/94 im Trikot von İnegölspor. Eine Saison später wechselte er zu Gaziantepspor und machte sein Debüt am 13. November 1994 gegen Kayserispor. In nur kurzer Zeit wurde er zum Stammspieler im Mittelfeld und galt als großes Talent in der Türkei. In der Spielzeit 1996/97 wurde er wegen der unerlaubten Einnahme von anabolen Steroiden für sechs Monate gesperrt. Beşiktaş Istanbul verpflichtete ihn 1998 für eine Ablösesumme von 8,5 Millionen Euro. Akman spielte drei erfolglose Saisons und wechselte im Sommer 2001 zum Stadtrivalen Galatasaray Istanbul. Ayhan Akman gewann bereits in seiner ersten Spielzeit bei Galatasaray seine erste türkische Meisterschaft. Es folgten zwei weitere Meisterschaften 2006 und 2008.
Nach 19 Jahren beendete Akman seine Karriere am Ende der Saison 2011/12 und wurde zum letzten Mal türkischer Meister.

## Nationalmannschaft
Ayhan Akman war seit 1998 türkischer Fußballnationalspieler. Sein erstes Spiel für die Nationalmannschaft absolvierte er am 18. Februar 1998 in einem Freundschaftsspiel gegen Israel. Akman gehörte zum türkischen Aufgebot bei der Fußball-Europameisterschaft 2000 in Belgien und den Niederlanden. Für die WM-2002 in Japan und Südkorea wurde er nicht berücksichtigt. Bei seiner zweiten Europameisterschaft 2008 war Akman Ergänzungsspieler und spielte nur im Halbfinale gegen Deutschland.

## Trainerkarriere
Ayhan Akman ist seit Februar 2015 Chef-Trainer beim türkischen Zweitligisten Karşıyaka Izmir. Zuvor war Akman Trainer der Zweiten Mannschaft von Galatasaray Istanbul und Co-Trainer von Bülent Korkmaz bei Kayseri Erciyesspor.
Im Februar 2015 übernahm er den Zweitligisten Karşıyaka SK als Cheftrainer und arbeitete damit zum ersten Mal in dieser Position. Aufgrund von Erfolglosigkeit trat er von seinem Amt bereits nach sieben Spieltagen wieder zurück. Da Akman bei Karşıyaka SK die für die TFF 1. Lig notwendige Trainerlizenz nicht besaß, arbeitete er inoffiziell als Cheftrainer, während als offizieller Cheftrainer dem Verband Rıza Tuyuran angegeben wurde.
Zur Saison 2015/16 wurde er beim Istanbuler Drittligisten Sarıyer SK als Cheftrainer eingestellt. Ende November 2015 wurde Akmans Vertrag mit Sarıyer aufgelöst. Im Sommer 2016 wurde der frühere Mittelfeldspieler bei Galatasaray Istanbul Co-Trainer von Jan Olde Riekerink. Am 18. Dezember 2017 wurden der Cheftrainer Igor Tudor und Akman entlassen.

## Erfolge
Verein
- Türkischer Meister: 2002, 2006,  2008, 2012
- Präsidenten-Pokal: 1998, 2008
- Türkischer Pokal: 2005

Nationalmannschaft
- EM-Halbfinale 2008

## Persönliches
Sein Neffe ist der türkische Juniorennationalspieler Ali Akman.